# Hanzhong-Becken

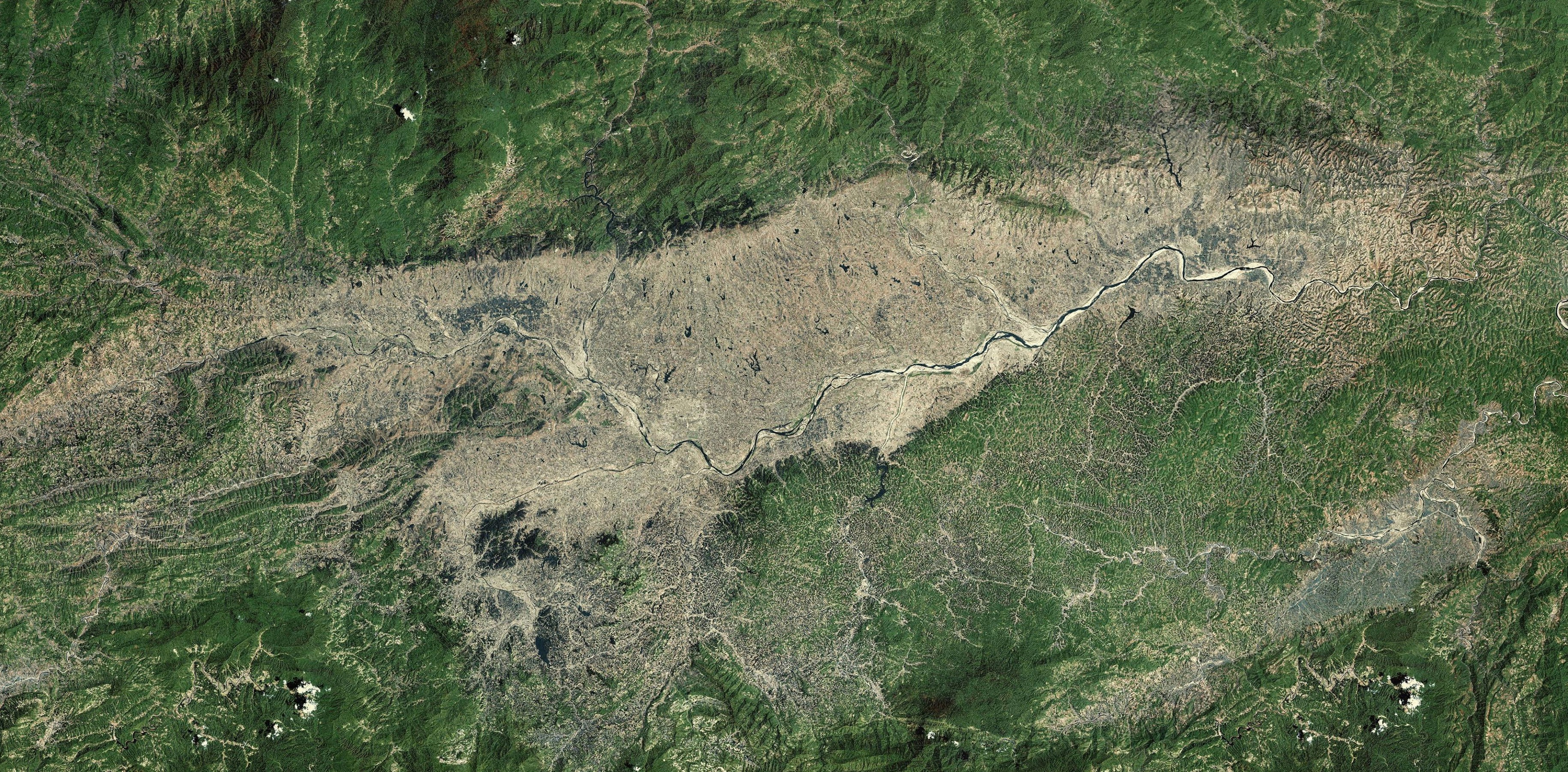
Hanzhong-Becken (Satellitenbild)

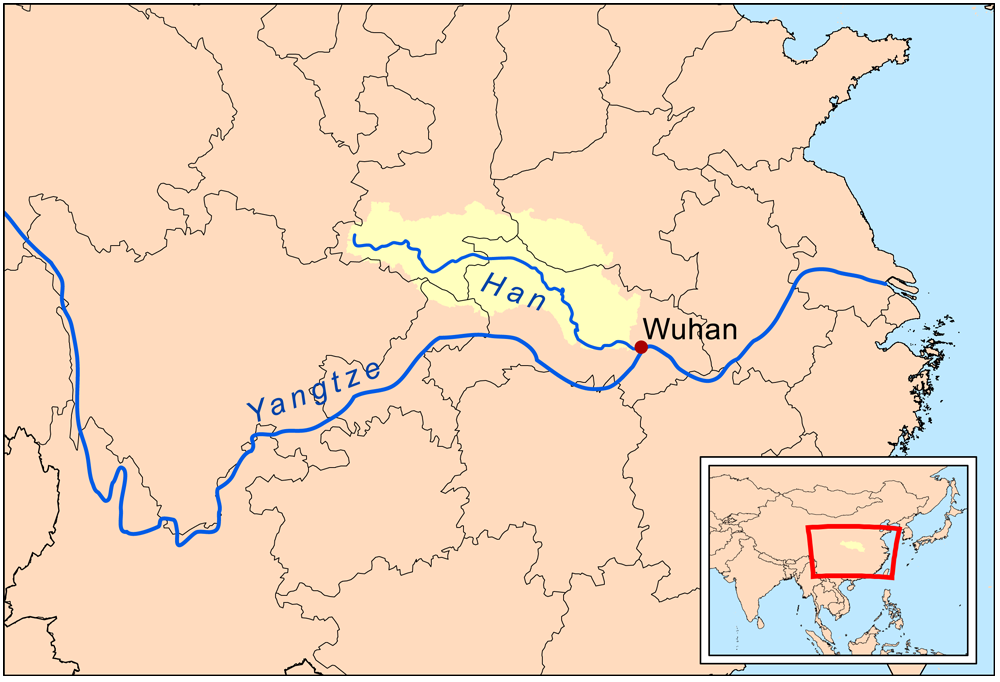
Karte des Flusslaufs des Han Jiang (Han Shui)

Das Hanzhong-Becken (chin. Hànzhōng Péndì 汉中盆地 „Hanzhong-Becken“ oder Hànzhōng Píngyuán 汉中平原 „Hanzhong-Ebene“) ist ein Becken in Süd-Shaanxi am Oberlauf des Han-Flusses. Es beginnt im Westen in der Großgemeinde Wuhou des Kreises Mian von Hanzhong und erstreckt sich ostwärts bis nach Longtingpu 龙亭铺 im Kreis Yang. Seine Länge beträgt ca. 100 km, die Breite von Süd nach Nord ca. 5 bis 20 Kilometer, seine Fläche ca. 1000 Quadratkilometer, es liegt ca. 500 m über dem Meeresspiegel. Seine Oberfläche ist relativ eben, es wird auch als die „Kornkammer Süd-Shaanxis“ bezeichnet. Im Norden wird es vom Gebirge Qin Ling begrenzt, im Süden vom Gebirge Daba Shan.